# Brian Eno
Pour les articles homonymes, voir Eno (homonymie).
Brian Eno [ˈbɹaɪən ˈiːnoʊ], nom de scène de Brian Peter George St. John le Baptiste de la Salle Eno, né plus simplement Brian Peter George Eno le 15 mai 1948 à Woodbridge (Suffolk, Angleterre), est un musicien, arrangeur et producteur britannique. Eno s'est décrit comme un « non-musicien » et a contribué à introduire une variété d'approches conceptuelles et de techniques d'enregistrement dans la musique contemporaine, prônant une méthodologie de « la théorie sur la pratique, la sérendipité sur la prévoyance et la texture sur l'artisanat » selon AllMusic. Il a été décrit comme l'une des personnalités les plus influentes et les plus novatrices de la musique, l'avant-garde autant que la populaire.
Né dans le Suffolk, Eno a étudié la peinture et la musique expérimentale à l'école d'art de l'Ipswich Civic College au milieu des années 1960, puis à la Winchester School of Art. En 1971, il a rejoint le groupe de glam rock Roxy Music, d'abord en tant que technicien son, puis comme joueur de synthétiseur. Après avoir participé aux deux premiers albums de Roxy Music, il quitte le groupe en 1973 pour enregistrer plusieurs disques en solo, inventant le terme « musique ambient » pour décrire son travail dans des albums tels que Discreet Music (1975) et Music for Airports (1978). Il a également collaboré avec des artistes tels que Daniel Lanois, Robert Fripp, Icehouse, Cluster, Harold Budd, David Bowie pour la trilogie berlinoise et David Byrne, et a produit de nombreux albums comme ceux de U2, John Cale, Jon Hassell, Laraaji, Talking Heads et Devo.
Eno a continué à enregistrer des albums solo et à travailler avec des artistes tels que Laurie Anderson, Genesis pour qui il a fait les traitements de la voix de Peter Gabriel sur l'album The Lamb Lies Down on Broadway, Grace Jones, Slowdive, Coldplay, Damon Albarn ou James Blake. Depuis ses débuts en tant qu'étudiant, il s'intéresse à l'art conceptuel, à la vidéo et au multimédia, y compris les installations sonores. Il a co-développé au milieu des années 1970 le jeu de cartes « stratégies obliques », contenant des aphorismes cryptiques destinés à stimuler la pensée créatrice. À partir des années 1970, certaines installations d'Eno ont été projetées sur les voiles de l'opéra de Sydney en 2009, et le télescope Lovell de la Jodrell Bank en 2016. Défenseur de nombreuses causes humanitaires, Eno écrit sur divers sujets et fait partie des membres fondateurs de l'organisation The Long Now Foundation.

## Biographie

### Enfance et formation (1948-1970)

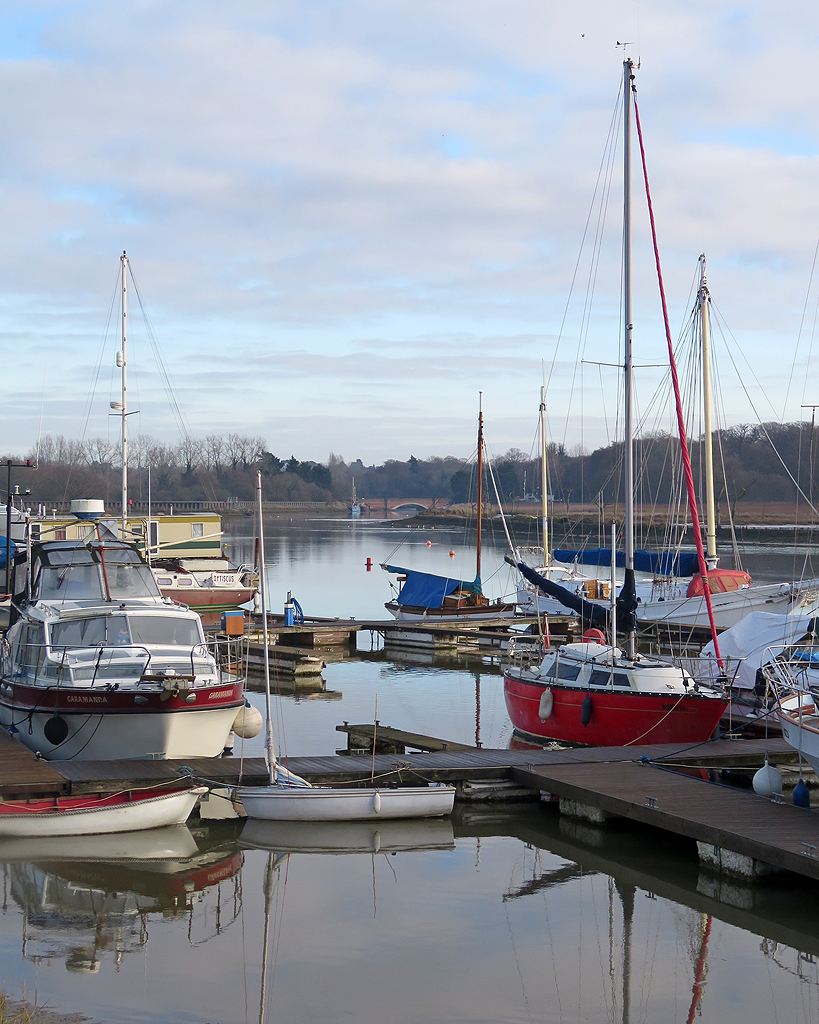
Port de plaisance près du village de Melton, lieu de naissance de Brian Eno.

Brian Peter George Eno est né le 15 mai 1948, au Phyllis Memorial Hospital dans le village de Melton près de la petite commune rurale de Woodbridge dans le comté du Suffolk situé au nord-est de Londres,. Il est le fils de William Arnold Eno (1916-1988) et de Maria Alphonsine Buslot (1922-2005), d'origine flamande, et que son père avait épousé en 1946, lorsqu'il était cantonné en Belgique juste après la Seconde Guerre mondiale,. Brian est l'aîné des trois enfants de William et Maria, il a une sœur cadette nommée Arlette et un jeune frère Roger, qui deviendra également musicien. Le jeune garçon est le plus souvent solitaire mais joue parfois avec Rita, une demi-sœur plus âgée. Il grandit au sein d'un foyer populaire qui ne manquait pas de talents : son grand-père était l'un des rares à savoir jouer du basson dans le comté, et son oncle faisait de la restauration de porcelaine. Quant à son père, qui exerçait le métier de facteur (profession adoptée par d'autres membres de la famille depuis plusieurs générations), il savait aussi réparer les mécanismes d'horlogerie. L'enfance d'Eno joue un rôle décisif dans la composition de certains de ses morceaux, il a raconté à son biographe David Sheppard combien il avait été impressionné par les sonorités carillonnantes que produisent les câbles et cordages des bateaux frappés par le vent dans les ports de plaisance du Suffolk. C'est ce type de son qu'il essayera de recréer sur The Lost Day, extrait de l'album Ambient 4: On Land.
Issu d'un milieu catholique, l'enfant intègre en septembre 1959 le St Joseph's College à Ipswich, une école religieuse dirigée par des Lasalliens qui incitent les élèves à ajouter le nom de leur saint patron à leur patronyme,. C'est à cette époque qu'il a ses premiers émois musicaux en découvrant les disques de rock 'n' roll, rhythm and blues et de doo-wop grâce à la proximité d'une base américaine,. Faute d'argent pour se procurer un instrument, il chante dans une chorale de gospel. En 1964, il poursuit ensuite ses études à l'Ipswich School of Art, une modeste faculté du Civic College d'Ipswich, placée sous la houlette de Roy Ascott,. Adepte de l'art cybernétique, Ascott a des méthodes d'enseignement peu orthodoxes et lui apprend entre autres à établir un « questionnement de toutes les hypothèses » en matière artistique. L'artiste et compositeur Tom Phillips figure également parmi ses professeurs, il l'encourage et tisse ensuite avec lui une relation amicale,. Grâce à Phillips, le jeune Eno découvre la musique contemporaine, en particulier John Cage et son ouvrage Silence: Lectures and Writings (1961). En 1948, ce dernier avait notamment composé In a Landscape, une pièce pour piano qui anticipe la musique « ambient »,,. La pensée de John Cage aura un impact très important sur celle du jeune Eno qui reprendra à son compte des préceptes comme « Crée tes propres paramètres, met en place ton propre système ou tes propres règles du jeu […] et observe ce qui se passe », et qu'il mettra également à profit en tant que producteur lorsqu'il donnera des directives poétiques ou originales à des musiciens, notamment dans la trilogie berlinoise de David Bowie. Tom Phillips lui fait aussi découvrir des musiciens de la scène expérimentale anglaise comme John Tilbury (en) mais aussi des minimalistes américains comme La Monte Young et Terry Riley, pionniers dans l'utilisation des bandes magnétiques. Terry Riley et son successeur Steve Reich avaient mis au point une technique basée sur le « déphasage » entre deux bandes magnétiques dans des pièces comme It's Gonna Rain qui impressionnent énormément Eno, et dont il s'inspirera lors de ses premières expérimentations faites au magnétophone, en particulier sur l'album (No Pussyfooting) (1973) réalisé avec le guitariste Robert Fripp. En 1966, il rentre à la Winchester School of art où il étudie l'art conceptuel. Il en ressort persuadé que la peinture, la sculpture et la musique pourraient fusionner ensemble. En 1968, il écrit un essai en forme de pamphlet intitulé Musique pour non-musiciens qui est publié à 25 exemplaires. Il commence aussi à s'intéresser à l'électronique et au fonctionnement des magnétophones qu'il achète par dizaines dans des dépôts-vente ou vide-greniers, puis élabore des « sculptures sonores ».
En dehors de la musique expérimentale, Brian Eno se passionne pour le rock. Il aime les courants les plus audacieux de la fin des années 1960, comme la période psychédélique des Beatles (notamment l'album Revolver dont il reprendra le titre Tomorrow Never Knows sur le disque 801 Live (en) en 1976) mais aussi des artistes comme The Who, The Byrds, Jimi Hendrix, The Velvet Underground et Can. Durant ses études, il participe à différents groupes de musique comme les Black Aces, Maxwell Demon et Merchant Taylor's Simultaneous Cabinet,.
Après avoir obtenu son diplôme des beaux-arts à Winchester en 1969, il part à Londres où il intègre plusieurs orchestres expérimentaux comme le Scratch Orchestra de Cornelius Cardew puis le Portsmouth Sinfonia en 1970,.

### Début de carrière et participation à Roxy Music (1970-1973)

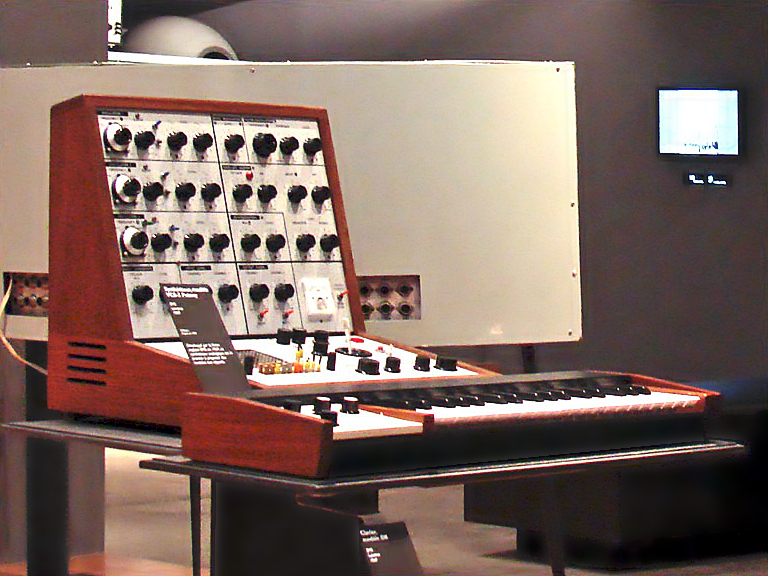
Le synthétiseur VCS3 utilisé par Eno, avec son clavier de contrôle.

Avant de pouvoir gagner sa vie dans le monde de la musique, Eno commence d'abord par travailler comme maquettiste d'appoint pour le compte d'un journal, puis essaye de revendre des haut-parleurs auprès de son cercle d'amis. En 1971, dans une voiture d'une rame de métro, il rencontre par hasard le saxophoniste et hautboïste Andy Mackay, avec qui il avait noué des liens d'amitié quand ce dernier étudiait à l'université de Reading à la fin des années 1960. Mackay, qui venait d'intégrer le groupe de glam rock Roxy Music (fondé par Bryan Ferry), lui propose d'enregistrer des démos avec son magnétophone,, et l'autorise aussi à utiliser son synthétiseur VCS3, tout juste conçu par la société Electronic Music Studio et qu'il ne maîtrise pas lui-même.
Recruté d'abord comme simple technicien son à la console de mixage, il chante parfois dans les chœurs et prend toujours plus de place au sein du groupe, grâce à sa maîtrise du matériel mis à sa disposition (trois magnétophones à bandes magnétiques, un magnétophone à cassette et un générateur de delay) et aux sonorités étranges qu'il tire du synthétiseur VCS3,. Dans une interview donnée au magazine Q en 1990, Brian Eno a déclaré :

« Je voulais utiliser Roxy comme un terrain pour les expérimentations sonores que je faisais à l'université. »

 On peut entendre distinctement plusieurs des interventions d'Eno au synthétiseur sur certains titres des deux albums auquel il a participé, comme 2HB et Ladytron sur Roxy Music (1972),, ou encore Editions of You sur For Your Pleasure (1973). Sur Ladytron, Bryan Ferry lui demande de créer une sonorité de « paysages lunaires ». 

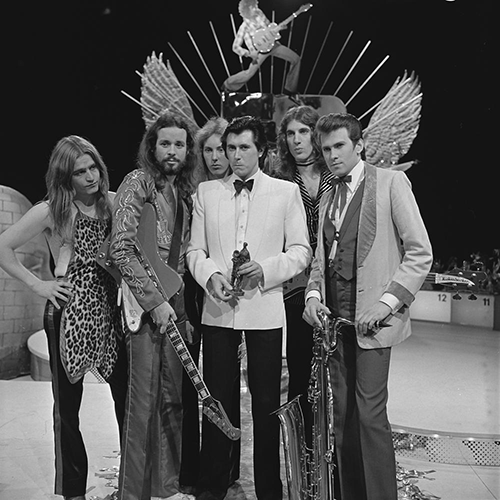
Roxy Music dans l'émission néerlandaise TopPop en 1973.

 Mais Eno peut aussi traiter le son des autres instruments (comme la guitare de Phil Manzanera) à travers les modules de son synthétiseur. Préposé à la manipulation des bandes magnétiques, il innove en expérimentant des techniques de son invention comme le « butterfly echo » sur la chanson-titre du second album For Your Pleasure. Sur ce morceau, il manipule le son du piano de Bryan Ferry en mettant du ruban adhésif sur le cabestan du magnétophone afin de faire « flotter » le son de la bande magnétique « à la manière d'un papillon battant ses ailes colorées ».
Sur scène, les membres du groupe portaient des tenues extravagantes ressemblant « au genre de costumes qu'aurait pu arborer le Président du Parlement Galactique dans une série B des années 1950 ». Brian Eno était sans doute le plus androgyne de tous. Maquillé et habillé comme un « travesti futuriste », il n'hésitait pas à se vêtir de costumes de scène rigides mis au point par sa petite amie Carol McNicoll et qui ressemblaient plus à des sculptures qu'à des vêtements. Ces tenues permettaient de le mettre en valeur sur scène, pendant qu'il manipulait le joystick et les potentiomètres de son instrument sans pouvoir bouger de son emplacement.
En juin 1973, après un concert au York Festival, il est poussé à la démission à cause d'une incompatibilité d'humeur et d'intérêts avec le chanteur Bryan Ferry. Dans la biographie The Thrill of it All : The Story of Bryan Ferry and Roxy Music écrite par David Buckley, Eno a donné l'explication suivante : « C'était le clash typique entre l'ego de deux jeunes mâles. C'est arrivé parce que j'avais un look bizarre, j'ai attiré l'attention de la presse et j'ai fait de belles photos. Ça a donné l'impression que j'étais le leader créatif du groupe, alors que c'était le groupe de Bryan ».

### Premiers albums en solo (1973-1977)

#### DeHere Come The Warm JetsàBefore and After Science

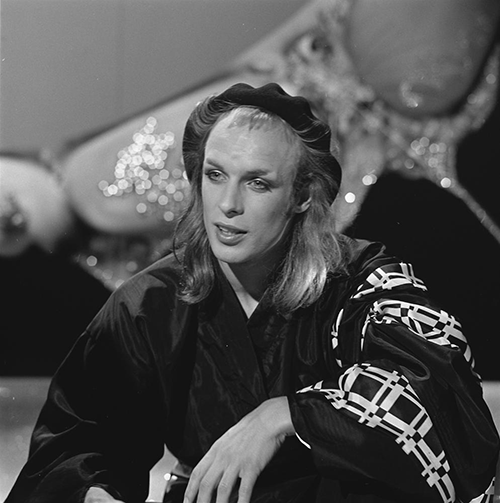
Brian Eno dans l'émission TopPop en avril 1974.

Après son passage chez Roxy Music, il entame une longue carrière toujours poussée vers la recherche, l'expérimentation et l'ouverture à toutes les formes de musique et d'art. Elle débute en réalité en 1972, alors qu'il était encore membre du groupe de Bryan Ferry, et qu'il enregistre (No Pussyfooting) avec Robert Fripp, guitariste et fondateur du groupe King Crimson. Cet album expérimental, réalisé avec un dispositif de delay inspiré des techniques d'enregistrement des compositeurs Terry Riley et Pauline Oliveros, paraît en 1973.
C'est en 1974 que sort le premier album solo d'Eno, Here Come The Warm Jets (auquel participent entre autres les guitaristes Robert Fripp, Phil Manzanera, Chris Spedding et le bassiste John Wetton), un de ceux qui connaîtront le plus de succès en restant pendant deux semaines à la 26e place des charts en Angleterre. Encore très marqué par le glam rock, Here Come The Warm Jets propose un contenu hétéroclite mêlant chansons parfois inspirées par le doo-wop, et pistes plus expérimentales comme Baby's On Fire qui est restée célèbre pour son mémorable solo de guitare signé Robert Fripp,. Eno écrit ses propres textes qui sont souvent basés sur des « rythmes-syllabes », ou qui découlent d'une réflexion ludique sur le langage non dénuée d'une certaine poésie absurde.
Un single inédit, Seven Deadly Finns, enregistré avec le groupe The Winkies, sort en mars 1974, et parvient presque à se classer dans le UK Singles Chart. Le britannique réitérera l'expérience l'année suivante, en publiant un autre single reprenant la célèbre chanson The Lion Sleeps Tonight.

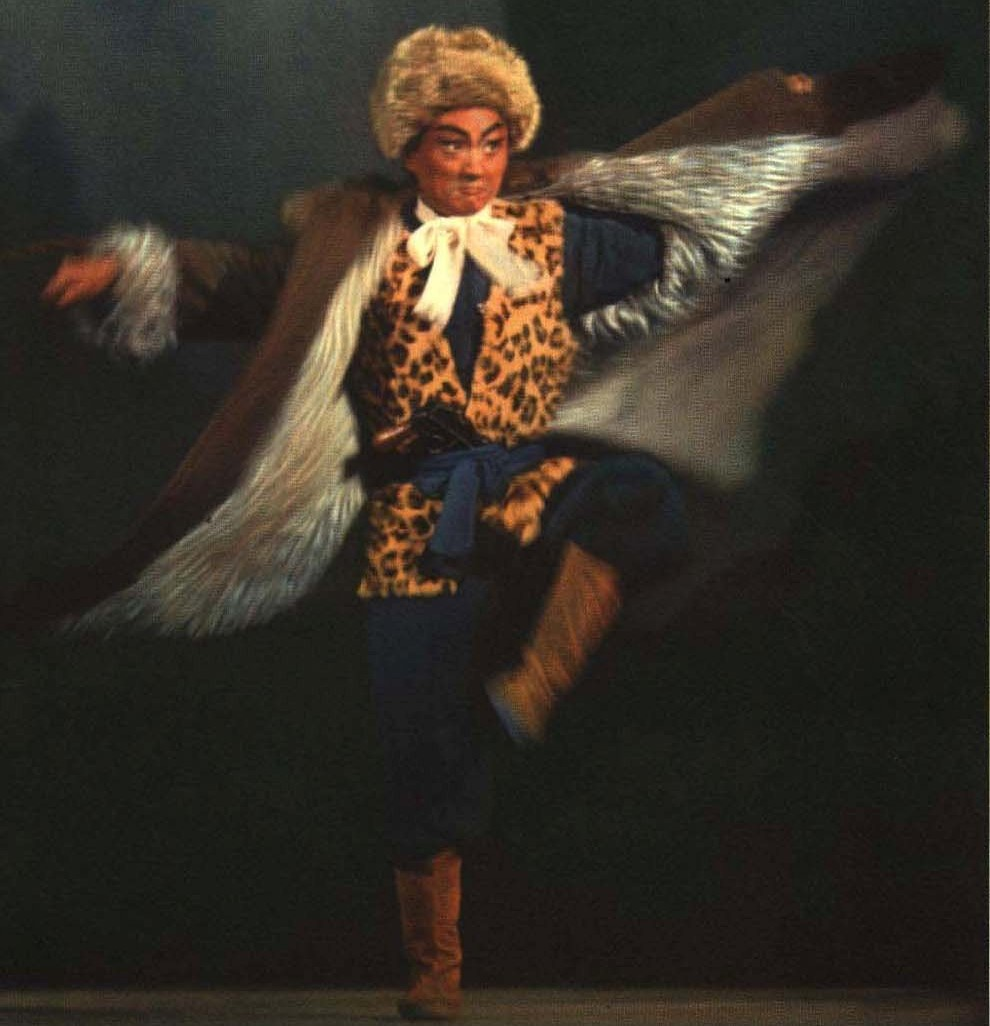
Illustration de l'opéra Taking Tiger Mountain by Strategy dont le titre a été repris par Eno pour son second album.

Un second album, Taking Tiger Mountain (By Strategy) paraît en fin d'année et bénéficie entre autres de la participation de Robert Wyatt, l'ex-batteur de Soft Machine, et du Portsmouth Sinfonia. Son titre fait référence à un opéra chinois du même nom, qu'Eno avait découvert sous forme d'images, en dénichant un lot de cartes postales dans une boutique de souvenirs à San Francisco, au cours d'une tournée promotionnelle aux États-Unis. Les chansons de Taking Tiger Mountain (By Strategy) ressemblent à celles du disque précédent, mais l'esthétique de l'album s'écarte un peu plus du rock traditionnel. Les arrangements inhabituels des morceaux sont dus en particulier à l'usage des « stratégies obliques », un jeu de cartes spécialement créé par Eno et le peintre Peter Schmidt, avant qu'il ne soit commercialisé en 1975. Afin de permettre aux musiciens de se libérer de leurs pratiques habituelles ou pour débrider leur créativité, ils sont invités à tirer une des cartes du jeu au hasard, et à suivre l'instruction qu'elle propose, comme : « Honore tes erreurs comme une intention cachée », « Demande à ton corps », « Assourdis (ou coupe le son) et continue », etc. Eno se servira désormais des « stratégies obliques » tout au long de sa carrière, et notamment dans son travail de réalisateur artistique. 
 C'est sur Taking Tiger Mountain (By Strategy) que figure Third uncle, une composition d'Eno arrangée par le bassiste Brian Turrington, et ayant fait l'objet d'un 45 tours français, publié à l'époque par le label Island Records dans la collection Série Parade. De style protopunk, voire quasi heavy métal, cette chanson a été reprise par Eno lui-même en 1976, puis en 1982 par le groupe Bauhaus dans une version très fidèle parue sur l'album The Sky's Gone Out.
Pour le critique Simon Reynolds, ces deux premiers albums constituent « une sorte de chaînon manquant […] entre les fantaisies psychédéliques à la Syd Barrett et la frange la plus excentrique de la new wave ». Parallèlement, Eno se produit sur scène pour faire la promotion de ses disques. Après un collapsus pulmonaire survenu pendant une tournée épuisante avec les Winkies, il prend conscience qu'il n'est pas un artiste de scène. On le retrouve néanmoins le 1er juin 1974, lors d'un concert en compagnie de nombreux autres artistes comme Kevin Ayers, John Cale et Nico au Rainbow Theatre de Londres, et qui donnera lieu à l'album June 1, 1974.
Paru en 1975, son troisième album Another Green World est souvent perçu comme le chef-d'œuvre de ses disques chantés,,. Avec ce disque, Eno commence à proposer un contenu radicalement neuf en matière de musique pop. Another Green World, réalisé entre autres avec Robert Fripp, John Cale et Phil Collins, se compose de quatorze pistes dont neuf sont purement instrumentales et évoquent des souvenirs ou de sensations qu'il avait éprouvé durant l'enfance,. C'est le cas d'un morceau comme In Dark Trees basé sur des percussions synthétiques assorties d'une boîte à rythmes, et dont le titre fait référence à des promenades dans les forêts de son Suffolk natal.. Le disque comporte aussi des pistes plus abstraites mais non dénuées d'une certaine mélancolie comme Becalmed, Zawinul/Lava et Spirits Drifting. Ces pistes instrumentales éthérées se marient harmonieusement avec les morceaux chantés comme le contemplatif Everything Merges with the Night qu'Eno interprète avec une « voix blanche » qui a beaucoup marqué le jeune Étienne Daho. Cette même année, Fripp et Eno réalisent un second album, Evening Star, qu'ils jouent en tournée en Europe. Eno est également crédité aux « enossifications » (correspondant à un traitement du son) sur la pièce The grand parade of lifeless packaging de l'album The Lamb Lies Down on Broadway de Genesis,.
En 1976, il fait partie du supergroupe éphémère 801 (en), avec Phil Manzanera (le guitariste de Roxy Music), et participe à leur disque 801 Live (en). Séquencé en forme de crescendo, l'album commence par des morceaux assez tranquilles tirés du disque Diamond Head de Manzanera ou de l'unique album du groupe Quiet Sun, et se termine par Third uncle, un morceau rapide et quasi punk rock d'Eno. Le disque comporte également plusieurs reprises de classiques du rock des années 1960 comme Tomorrow Never Knows des Beatles, et You Really Got Me des Kinks.
Enregistré en 1977, son quatrième disque de chansons, Before and After Science marque un bref retour à la pop, avec les contributions de Hans-Joachim Roedelius et Dieter Moebius, membres du groupe allemand Cluster. Ce disque souvent rêveur et onirique constitue une sorte de synthèse des albums précédents avec des chansons de style variés. Naviguant dans une « ambiance quasi aquatique », la chanson By This River, co-composée avec Roedelius et Moebius, figure parmi les plus belles qu'il ait écrite. Elle a d'ailleurs été reprise par Martin L. Gore sur son album Counterfeit² en 2003.

#### L'invention de la musique «ambient»
Un soir de janvier 1975, Eno est percuté par un taxi en traversant une rue après avoir enregistré en studio la piste vocale de la chanson Miss Shapiro sur l'album Diamond Head de Phil Manzanera. Après un séjour à l'hôpital d'un peu plus d'une semaine, il rentre à son domicile et doit rester immobilisé durant une bonne partie des premiers mois de l'année 1975. Son amie Judy Nylon lui rend alors visite, et lui apporte un 33 tours de musique de harpe du XVIIIe siècle qu'elle venait d'acheter. La jeune femme démarre alors la lecture du disque et ajuste le volume sonore du mieux qu'elle le peut. Ce jour-là, il pleuvait beaucoup, et Eno l'aide à « équilibrer la douceur du clapotis de la pluie avec le faible son des notes de harpe »,. Contraint à l'immobilité, Eno finit par apprécier peu à peu cette nouvelle « expérience d'écoute » qui correspond à l'idée qu'il se fait du rôle de la musique : « être un lieu, un sentiment, une coloration globale de l'environnement sonore ». Eno invente ainsi, d'une manière concrète, une nouvelle perspective musicale : l'ambient. Cette musique très réfléchie, aux atmosphères minimalistes, sombres ou froides, peut aussi bien se prêter à une écoute attentive que distraite.
Discreet Music, qu'il enregistre sur son nouveau label Obscure Records, est considéré par le compositeur comme le « premier disque réellement ambient. ». Répétitif et de caractère modal, le morceau-titre de l'album est qualifié de « paisible » par son créateur. Le critique Simon Reynolds compare cette musique « faite pour les lieux domestiques clos » à une « étendue ondulante ». 

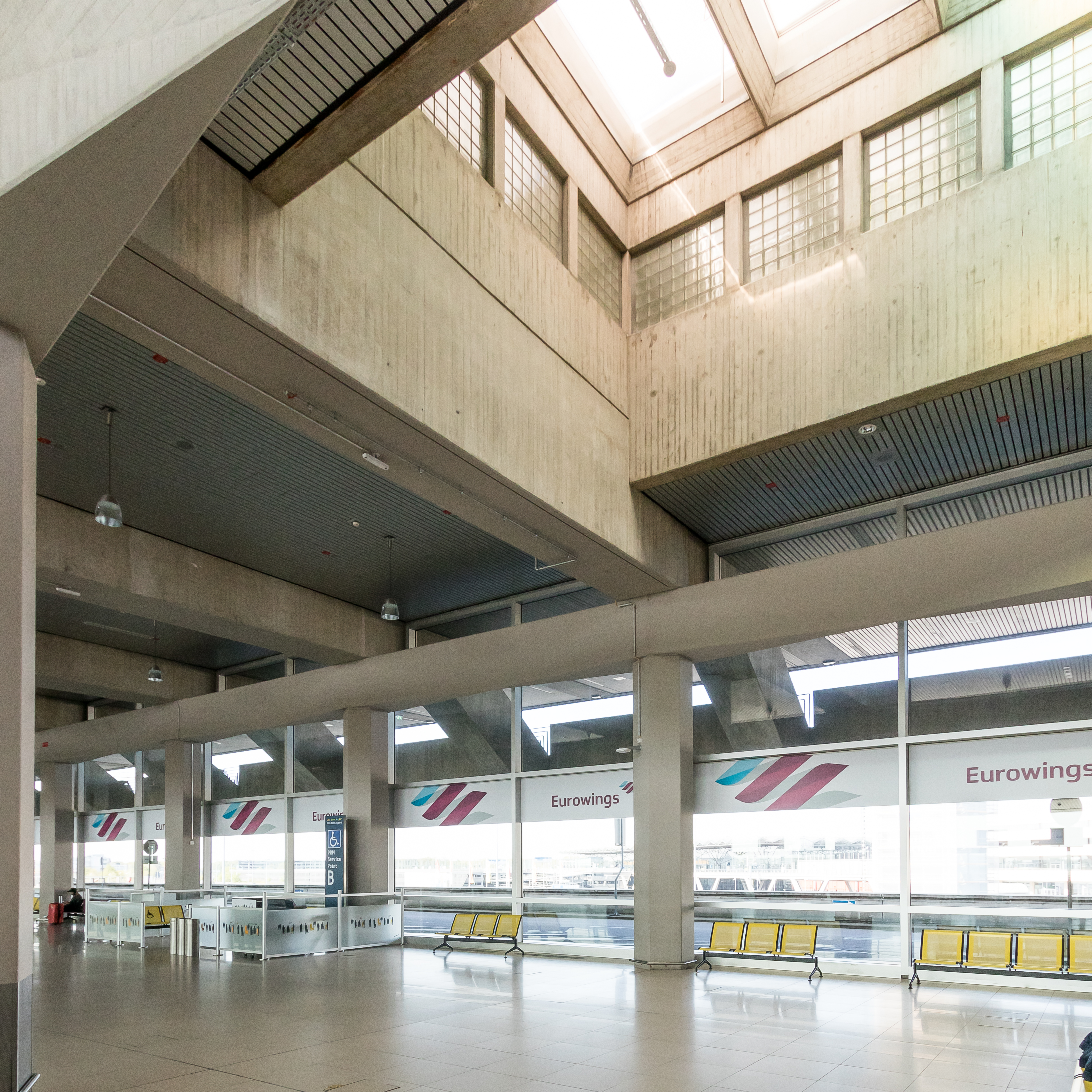
Le décor spacieux du terminal de l'aéroport de Cologne-Bonn a inspiré l'album Music for Airports.

 À la fin de l'année 1977, alors qu'il se trouve dans la salle d'attente de l'aéroport de Cologne-Bonn, Eno imagine une musique qui pourrait s'adapter le mieux possible à ce type d'environnement. L'année suivante, il publie le résultat sous la forme d'un disque intitulé Music for Airports et dont le livret propose une définition théorique de la musique ambient. Conçu partiellement en Allemagne grâce à l'ingénieur du son Conny Plank, qui a travaillé auprès de Kraftwerk, Neu! et Cluster, l'album se compose de quatre titres. La piste 1/1  a été élaborée à partir d'une improvisation au piano de Robert Wyatt, agrémentée d'accords joués au piano électrique Fender Rhodes, tandis que 2/1 et 1/2 utilisent des boucles répétitives asynchrones de chœurs féminins noyés de réverbération. La piste 2/2, quant à elle, a été réalisée à partir des sonorités synthétiques du VCS3 et de l'ARP 2600. Music for Airports est le premier opus d'une série de quatre albums « ambient » qui comporte également Ambient 2: The Plateaux of Mirror (avec Harold Budd), Ambient 3: Day of Radiance de Laraaji, et Ambient 4: On Land.

Parallèlement à ses recherches sur la musique d'ambiance, Eno enregistre en 1976 avec le supergroupe allemand Harmonia, l'album Tracks and Traces, qui ne sera publié qu'en 1997. Il commence ensuite une collaboration avec Hans-Joachim Roedelius et Dieter Moebius (deux membres d'Harmonia à l'origine du duo électronique Cluster), qui se concrétisera par plusieurs albums en commun, dont le disque instrumental Cluster & Eno (1977) et After the Heat (1978). Réalisé avec la collaboration de Holger Czukay, Asmus Tietchens et du sitariste Okko Bekker, Cluster & Eno propose de paisibles « paysages » sonores en grande partie improvisés, tandis que After the Heat, plus rythmé et tendu, comporte deux chansons interprétées par Eno. 

### La trilogie «berlinoise» avec David Bowie (1977-1978)
Au cours de la tournée Ziggy Stardust Tour, Roxy Music avait fait la première partie de David Bowie au club The Greyhound de Croydon en juin 1972. Ce dernier suivait de près la carrière d'Eno dont il appréciait particulièrement les albums Another Green World et Discreet Music. Au début du mois de mai 1976, Bowie propose à Eno de collaborer avec lui sur son album Low. Unis par leur passion commune pour le krautrock, et avec l'aide de l'ingénieur du son Tony Visconti, les deux hommes vont réaliser trois albums formant la trilogie berlinoise,.
Enregistré en grande partie au château d'Hérouville, puis finalisé dans les studios Hansa de Berlin-Ouest, Low, le premier opus de la trilogie, propose des sonorités révolutionnaires qui annoncent le post-punk,. Sur la face A du 33 tours, le producteur Tony Visconti altère le son de la batterie avec un harmonizer de la marque Eventide permettant de changer le ton d'un instrument en temps réel sans modifier sa durée, tandis que la face B, influencée par les travaux de Cluster, Harmonia ou Neu!, déroule d'inquiétantes plages atmosphériques rarement entendues auparavant dans la musique pop,. Ces dernières sont en grande partie dues aux idées d'Eno qui utilise de nombreux claviers comprenant entre autres un Chamberlin et un Synthi AKS de la société EMS. Co-écrite par Eno, Warszawa déploie une sorte de paysage sonore désolé sur lequel Bowie chante des mots inconnus en s'inspirant d'une chorale des Balkans.
Conçu et enregistré à Berlin durant l'été 1977, l'album "Heroes" est surtout célèbre pour sa chanson-titre co-composée avec Eno, et qui tire profil des caractéristiques réverbérantes de la vaste salle du Studio 2 Meistersaal d'Hansa,. Influencée par le groupe allemand Neu!, la chanson "Heroes" doit aussi beaucoup aux larsens de guitare de Robert Fripp et aux sonorités chuintantes du synthétiseur VCS3 d'Eno que l'on entend tout au long du morceau et qu'il élabore à l'aide de trois drones en oscillation. Il co-signe également plusieurs pistes instrumentales sur la face B du disque dont l'orientalisante Moss Garden, très marquée par la musique ambient, et Neuköln qui s'inspire des mélopées du Proche-Orient ou de l'Europe de l'Est, et dont le titre fait référence à un quartier du centre-sud de Berlin qui accueillait des populations turques.
Lodger, le dernier opus de la trilogie, est enregistré l'année suivante aux Studios Mountain de Montreux puis finalisé aux Record Plant Studios de New York,. Eno est présent sur de nombreux titres qu'il co-signe avec Bowie comme Fantastic Voyage ou African Night Flight, pour lequel il crée une sonorité de « menace de grillon », et qui anticipe les recherches qu'il développera bientôt pour les Talking Heads, en particulier sur Remain in Light.

### Les années new-yorkaises (1978-1980)

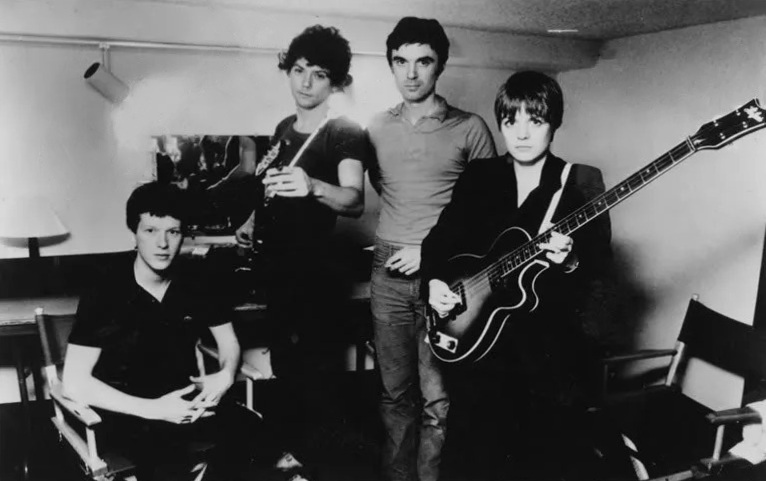
Le groupe Talking Heads lorsqu'il était produit par Eno en 1979.

Le 14 mai 1977, Eno découvre une jeune formation post-punk new-yorkaise, les Talking Heads, lors d'un concert au club The Rock Garden de Londres, pendant leur première tournée en Europe. Il est si enthousiasmé qu'il décide de leur consacrer une chanson, dont le titre King's Lead Hat est basé sur l'anagramme du nom du groupe, et qui figurera sur son disque Before and After Science. Dès l'année suivante, il s'installe dans un appartement du quartier de Greenwich Village à New York alors que les Talking Heads lui confient la réalisation artistique de leur second album More Songs About Buildings and Food (1978). Ce disque sera le premier d'une trilogie que le critique Simon Reynolds qualifie de « funk psychédélique ». 

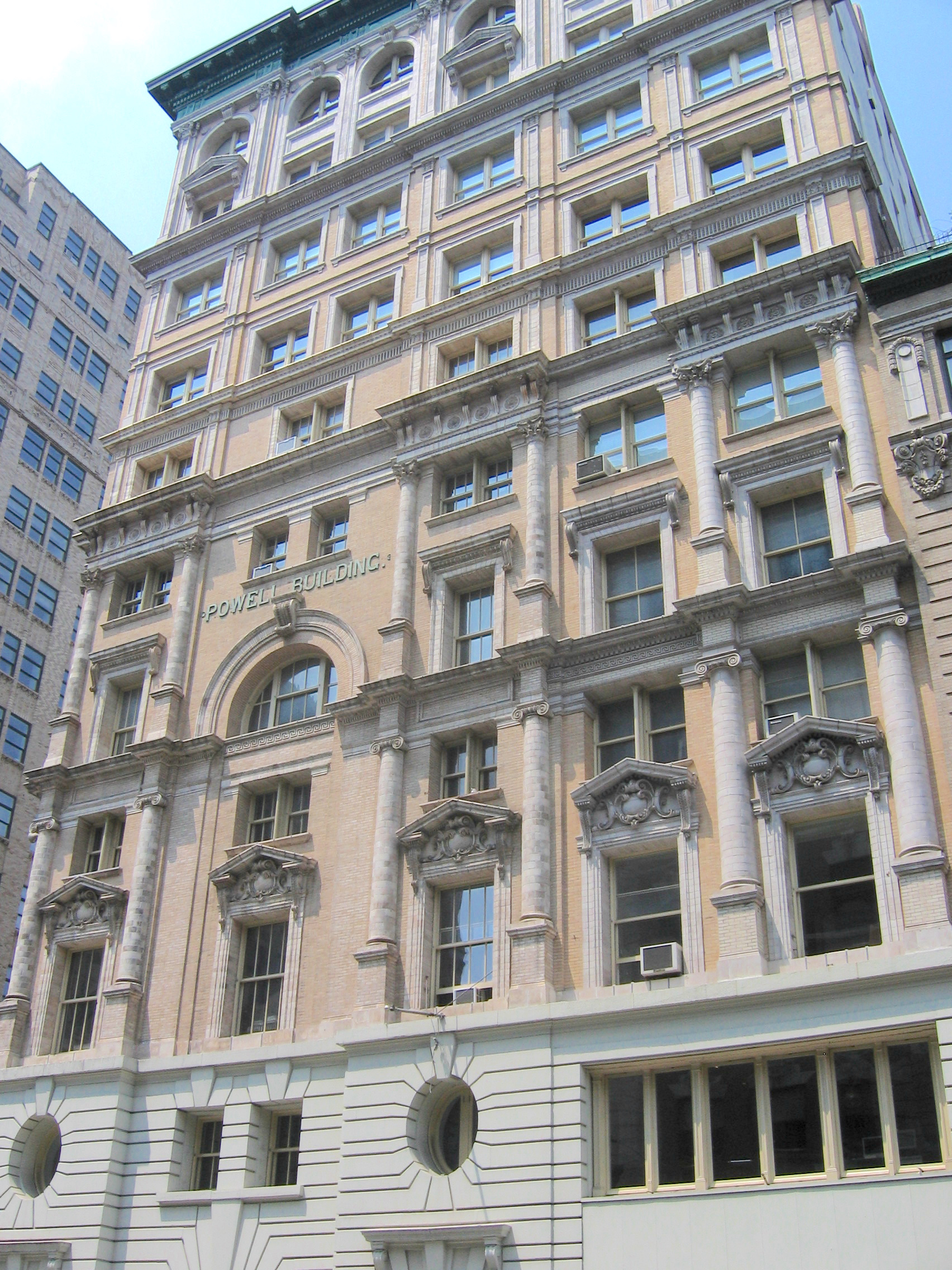
Façade de l'immeuble hébergeant la galerie Artists Space, où s'est déroulé l'un des premiers festivals no wave en 1978,.

 Il ne participera pas à l'écriture des chansons de More Songs About Buildings and Food, mais dès l'album suivant, Fear of Music (1979), il co-écrit deux morceaux avec David Byrne : l'afro-disco I Zimbra, dont les paroles sont basées sur un poème dadaïste d'Hugo Ball, et surtout le très déstructuré Drugs, que Byrne chante après avoir couru en cercle dans le studio pour être « à bout de souffle ». Ces derniers titres offrent un avant-goût de ce que les deux hommes proposeront dans l'album suivant : Remain in Light (1980). Enregistré en grande partie dans les studios Compass Point aux Bahamas et basé sur des superpositions touffues de riffs, figures rythmiques et bribes d'accompagnement, Remain in Light est cette fois entièrement co-écrit par Eno et les Talking Heads. Entre 1979 et 1980, il enregistre l'album expérimental My Life in the Bush of Ghosts, qu'il a co-composé avec David Byrne, et sur lequel il mélange pop, musique ethnique et collages de voix enregistrées à la radio, anticipant la technique du sampling,. La collaboration entre Eno et les Talking Heads prendra fin après que Tina Weymouth, Chris Frantz, Jerry Harrison et finalement David Byrne lui-même se soient rendus compte qu'il prenait beaucoup trop d'importance, au point de détériorer « l'unité de la formation ».
Parallèlement, il s'occupe de la réalisation artistique du premier album Q: Are We Not Men? A: We Are Devo! du groupe Devo, sur lequel il joue du synthétiseur et crée des sonorités que le groupe n'exploitera que partiellement, même si le disque porte tout de même la trace de son travail. En mai 1978, Eno assiste à un festival de rock expérimental à la galerie Artists Space, située à l'époque dans le quartier de Tribeca au sud de SoHo. Il y découvre plusieurs groupes du Lower East Side comme DNA, James Chance and the Contortions, Mars et Teenage Jesus and the Jerks,. Admiratif de l'audace de ces jeunes provocateurs, il décide de les publier au sein d'une compilation baptisée No New York. Ce disque, sur lequel Eno est peu intervenu, est considéré comme l'acte fondateur du courant musical no wave.

### Un producteur très demandé (1980-2005)
Dès la fin des années 1970 et grâce à son travail sur la trilogie berlinoise de David Bowie, Eno entame une longue carrière de producteur renommé et respecté.
En 1979, alors qu'il est en train d'élaborer l'album instrumental Ambient 2: The Plateaux of Mirror avec le pianiste et compositeur Harold Budd, Eno rencontre le jeune ingénieur du son et musicien Daniel Lanois. Les deux hommes commencent alors une très longue collaboration, qui se concrétisera d'abord par de nombreux disques ambient au début des années 1980 ; dont entre autres Ambient 4: On Land (1982), un album à l'esthétique plus sombre, qui anticipe le genre dark ambient, ou Apollo: Atmospheres and Soundtracks (1983), à l'origine une commande pour une musique destinée à accompagner un documentaire sur le programme Apollo de la NASA, et qu'il co-signera avec Lanois et son frère Roger Eno,.
En 1984, Eno s'associe de nouveau à Lanois pour réaliser l'album The Pearl qu'il avait co-écrit avec Harold Budd. La même année, le groupe de rock irlandais U2 contacte Eno pour remplacer leur producteur Steve Lillywhite. Après son expérience avec les Talking Heads, Eno ne désirait plus collaborer avec des groupes de rock, et leur oppose d'abord un premier refus. Bono, le chanteur de la formation, insiste et Eno finit par accepter, à la condition de pouvoir travailler avec son complice Daniel Lanois, ce dernier pouvant éventuellement le remplacer en cas de problème avec le groupe,. De The Unforgettable Fire (1984) à No Line on the Horizon (2009), Eno entretiendra finalement une grande complicité avec U2, et participera également au projet Original Soundtracks 1 des Passengers en 1995. Parallèlement, il produit aussi plusieurs albums pour le groupe James, à partir de Laid (1993) jusqu'à Pleased to Meet You (2001).
Familier de l'univers de la musique de film depuis le tout début des années 1970, Eno compose avec Daniel Lanois et Roger Eno le morceau Prophecy Theme pour la bande originale de Dune, film de science fiction réalisé en 1984 par David Lynch, d'après l'œuvre de Frank Herbert.
Il multiplie ensuite les collaborations avec des instrumentistes, notamment avec le guitariste Michael Brook sur son album Hybrid (1985), toujours co-réalisé avec Daniel Lanois ou dix ans bien tard avec le bassiste Jah Wobble pour Spinner ; tout en publiant régulièrement de nombreux albums instrumentaux en solo comme Thursday Afternoon (en) (1985), constitué d'un morceau de plus d'une heure bénéficiant du nouveau format numérique du compact disc. Dans le même registre ambient, il faudrait également citer The Shutov Assembly (1992) et Neroli (1993). Loin d'être de simples musiques relaxantes destinées à la détente, comme peuvent l'être les musiques new age, les compositions ambient d'Eno conservent toujours une certaine tension et une dimension réflexive qui invitent l'auditeur à une « dérive de l'esprit ». Après le disque The Drop (1997), il publie encore d'autres albums instrumentaux qui paraissent sur son propre label Opal Records.
En 1990, il collabore de nouveau avec son ancien complice John Cale, avec qui il chante en duo sur son disque Wrong Way Up. Deux ans plus tard, Eno chante également sur son propre album solo Nerve Net (en), sur lequel jouent les guitaristes Robert Fripp et Robert Quine, et où il mélange techno, musiques du monde, jazz, rock et funk, tout en démontrant qu'il est aussi en phase avec les sonorités hip-hop de son époque. Entre 1993 et 1994, deux coffrets rétrospectifs, Eno Box I: Instrumentals et Eno Box II: Vocals sont publiés successivement. L'un offre un aperçu de ses pistes instrumentales en incluant ses musiques de film, et l'autre présente ses meilleurs chansons depuis sa période glam jusqu'aux années 1990.
Eno retravaille ensuite en 1995 avec son ami David Bowie sur la production et l'écriture de l'album Outside, qui marque le retour des deux complices sur le devant de la scène rock. Cette année-là, il tient aussi un journal intime qui sera publié l'année suivante sous le titre A Year with Swollen Appendices chez Faber and Faber.
Au début des années 2000, il travaille avec le compositeur J. Peter Schwalm, et fait paraître l'album January 07003: Bell Studies for the Clock of the Long Now, constitué de quinze « études » sur des sons de cloches qu'Eno avait imaginé pour scander le rythme de l'horloge Clock of the Long Now, un projet conçu pour durer 10 000 années.
En 2004, il collabore une troisième fois avec Robert Fripp sur l'album The Equatorial Stars. La même année, il crée avec Peter Gabriel, le site mudda.org permettant aux musiciens de vendre leur musique au prix qu'ils souhaitent, sans aucune contrainte liée aux habitudes des maisons de disques. Il commence également une collaboration avec le chanteur franco-algérien Rachid Taha, pour qui il co-compose le titre Dima, chante et joue du synthétiseur sur son album Tékitoi. Membre actif de l'association britannique Stop the War Coalition, Eno considère Rachid Taha comme porteur d'une « conscience punk arabe », et chantera avec lui sur scène en novembre 2005 à l'Astoria de Londres,.

### Retour au chant et consécration (depuis 2005)

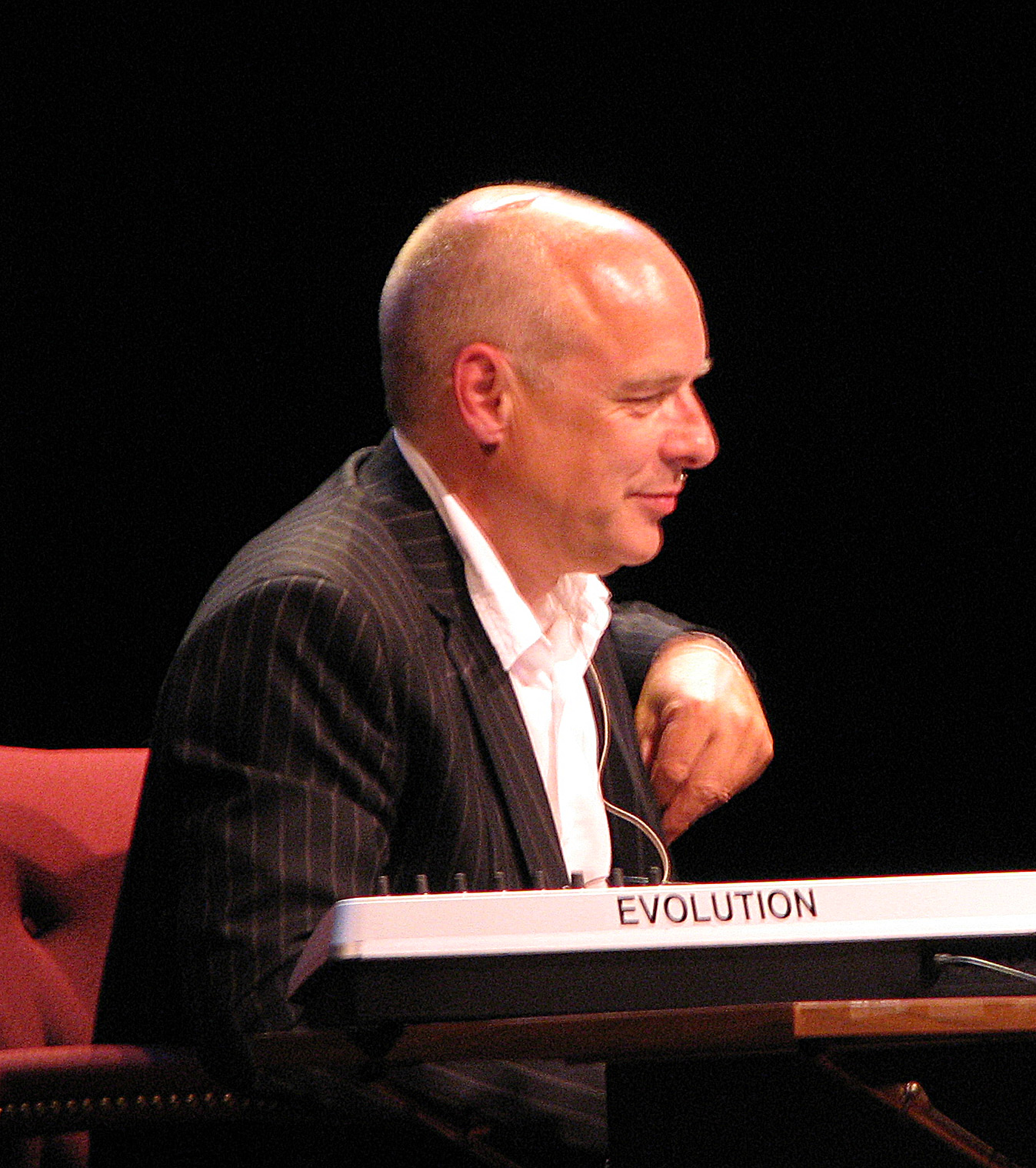
Brian Eno lors d'une conférence en 2006.

En 2005, Eno sort l'album Another Day on Earth qui renoue avec la chanson, quinze ans après Wrong Way Up qu'il avait enregistré avec John Cale. Il signe ensuite une nouvelle bande originale pour le film The Jacket de John Maybury, mettant en scène Adrien Brody et Keira Knightley.
L'année suivante, il crée l'étonnement en acceptant de participer à l'album Surprise de Paul Simon pour lequel il imagine des « paysages sonores ». La même année, paraît le double album Beyond Even (1992-2006), une compilation de morceaux inédits réalisés avec Robert Fripp.
Après U2 et James, il est sollicité par le groupe de pop rock britannique Coldplay, pour réaliser, en 2007, leur quatrième album Viva la Vida or Death and All His Friends, sorti au Royaume-Uni le 12 juin 2008. Trois ans plus tard, il participe aussi à leur cinquième album Mylo Xyloto.
En 2008, il retrouve David Byrne sur le disque Everything That Happens Will Happen Today dont il co-signe la musique. Chanté par l'ancien membre des Talking Heads, l'album oscille entre electro, folk et gospel. L'année suivante, il réalise avec Daniel Lanois le 12e album de U2, intitulé No Line on the Horizon.
Il publie ensuite l'album instrumental Small Craft on a Milk Sea en 2010 (avec Leo Abrahams et Jon Hopkins). Le disque propose de courtes pistes électroniques dont plusieurs avaient été imaginées au départ pour la bande originale du film Lovely Bones de Peter Jackson. La même année, le groupe américain MGMT lui rend hommage en créant la chanson Brian Eno sur l'album Congratulations. En 2012, il publie Lux, un autre album instrumental comportant quatre pistes de style ambient, puis participe l'année suivante à la production de l'album Zoom de Rachid Taha. Il prête ensuite sa voix sur le titre Heavy Seas of Love extrait de l'album Everyday Robots (2014) de Damon Albarn, célèbre chanteur des groupes Blur et Gorillaz.
Après Another Day on Earth, il sort le crépusculaire The Ship, un nouveau disque de chansons paru en 2016, et qui comporte une reprise de I'm Set Free, un titre extrait du 3e album du Velvet Underground. L'année suivante, il publie Reflection, un autre disque instrumental proposant une piste unique de 54 minutes.
En 2020, il fait paraître Mixing Colours, le tout premier album qu'il co-signe conjointement avec son frère Roger Eno. Le 14 octobre 2022, il publie un nouveau disque chanté intitulé ForeverAndEverNoMore (« Pour toujours et plus jamais »), avec comme ambition d'alerter sur le changement climatique et l'avenir de l'humanité,.
Parvenu au faîte de son parcours artistique, Eno reçoit un Lion d'Or à la biennale de Venise pour l'ensemble de sa carrière en 2023,. Il présente à cette occasion Ships, une pièce orchestrale adaptée de son album The Ship, en collaboration avec le chef d'orchestre Kristjan Järvi et le Baltic Sea Philharmonic. Cette création donne lieu à une tournée dans toute l'Europe,.

## Activités

### Réalisation artistique

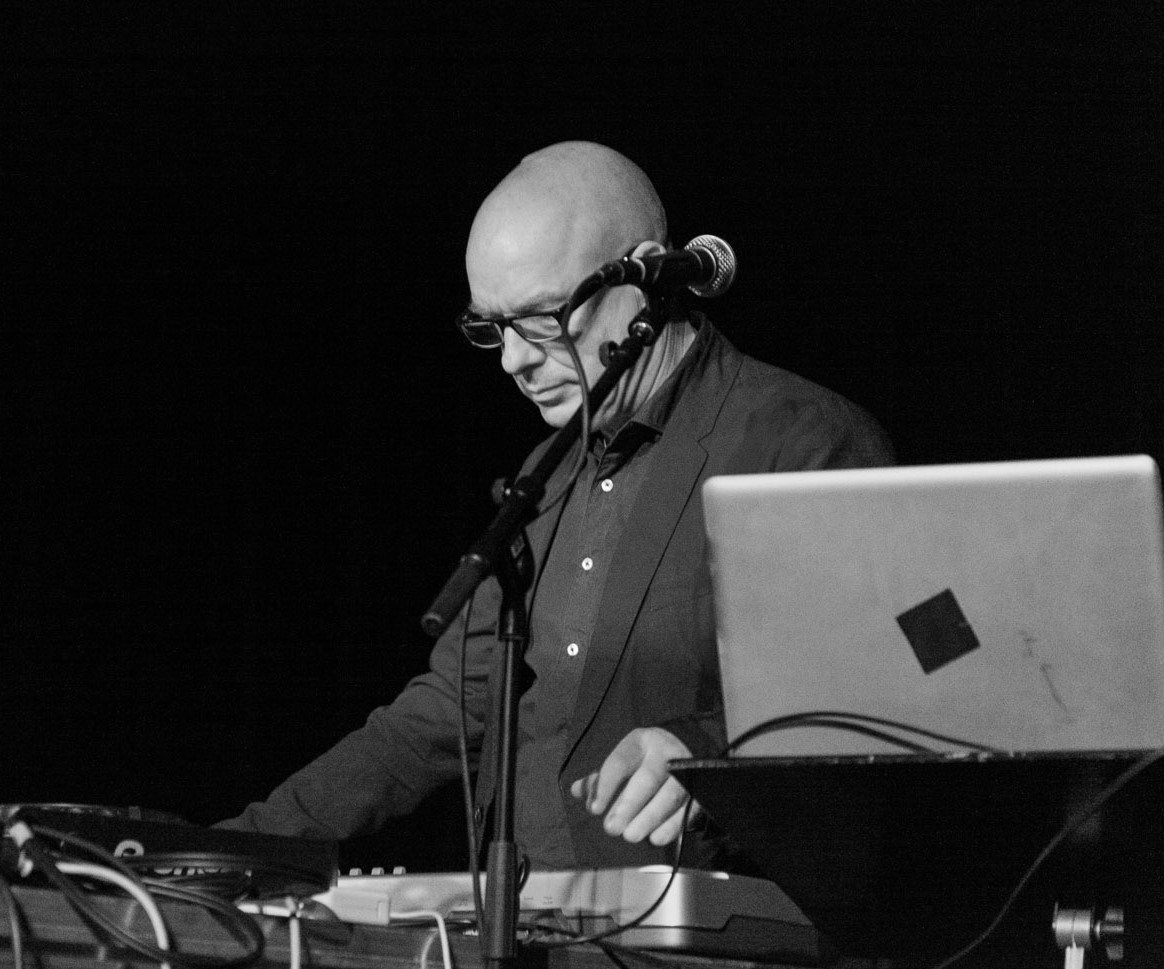
Brian Eno doit surtout sa notoriété à ses travaux de réalisateur artistique.

Dès 1973, après sa collaboration avec Robert Fripp sur (No Pussyfooting), Eno connaît un certain succès en tant que réalisateur artistique de disques. Son apport à la trilogie dite « berlinoise » de David Bowie sur Low, Heroes et Lodger a fait de lui un artiste particulièrement influent, sans qu'il en assure toutefois directement la réalisation (confiée à Tony Visconti). Inspirées du tarot, ses « stratégies obliques » invitent les musiciens à improviser selon des instructions précises.
Il contribue également au lancement de plusieurs groupes à succès comme Ultravox, dont il co-produit en 1976 avec Steve Lillywhite, le premier album inspiré de Roxy Music, des New York Dolls et marqué par l'emphase tourmentée de Van der Graaf Generator,. Dans la foulée, il réalise Q: Are We Not Men? A: We Are Devo! de Devo, pour lequel il programme certains sons « visqueux » de synthétiseur qui rentrent en résonance avec les thématiques abordées par le groupe. Peu après, il s'occupe d'une jeune formation post-punk new-yorkaise, les Talking Heads, pour qui il réalise trois de leurs albums : More Songs About Buildings and Food, Fear of Music et Remain in Light. Annonçant les musiques du monde, sa contribution au dernier a été particulièrement remarquée à l'époque, puis régulièrement citée comme exemple de réalisation artistiquement créative.
De nombreux autres artistes bénéficient des traitements en studio d'Eno comme :
- John Cale pour Words for the Dying (en) (1989)[171], puis Wrong Way Up (en) (1990) sur lequel il chante en duo[86].
- U2 (en collaboration avec Daniel Lanois[173]) pour The Unforgettable Fire (1984), The Joshua Tree (1987), Achtung Baby (1991), Zooropa (1993), All That You Can't Leave Behind (2000) et No Line on the Horizon (2009)[86].
- James pour Laid (1993), l'expérimental Wah Wah (1994), Millionaires (1999), et surtout Pleased to Meet You (2001), un album très marqué de son empreinte[174].
- Coldplay pour Viva la Vida or Death and All His Friends (2008), Prospekt's March (2008), Mylo Xyloto (2011)[175], et plus récemment Kaleidoscope EP (2017).

Loin de se cantonner aux vedettes du rock, il n'a pas hésité à produire des formations plus confidentielles comme le groupe de rock alternatif russe Zvuki Mu (ru) ou les artistes africains Geoffrey Oryema et Baaba Maal.
Eno remporte le titre de meilleur réalisateur artistique aux Brit Awards en 1994, et 1996.

### Collaborations
Bien qu'auto-proclamé « non musicien », Eno participe et collabore aux enregistrements d'un nombre considérable d'artistes aussi différents que Robert Fripp, Robert Wyatt, Nico, John Cale, Robert Calvert, Genesis, David Byrne, Daniel Lanois ou Edikanfo. Il peut être crédité aussi bien comme joueur de synthétiseur, responsable des « traitements » électroniques et des manipulations de studio, mais aussi vocaliste, guitariste, bassiste voire même claviériste d'appoint,, ou tout simplement en tant qu'« Eno »,.
Dans les années 1970, il a également fait partie de groupes éphémères comme 801 (en), imaginé au départ par Phil Manzanera, et plus récemment, il a participé au projet The Passengers, avec les quatre membres de U2, pour l'album Original Soundtracks 1 (1995).

### Art conceptuel, vidéos et installations

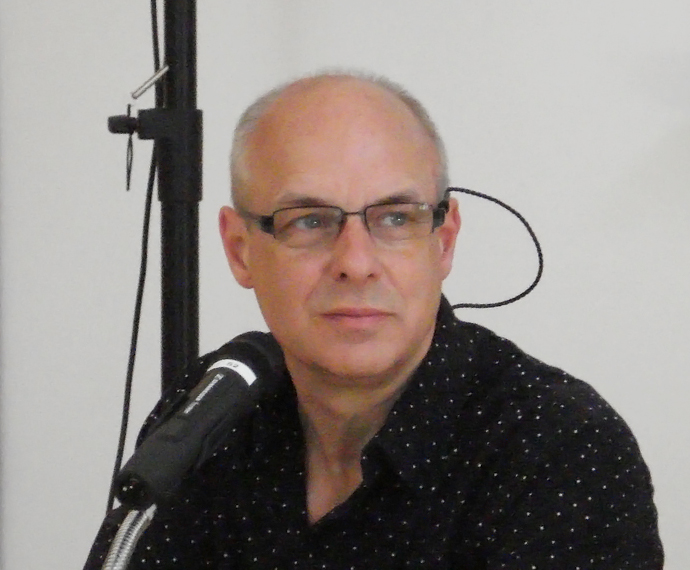
Brian Eno au musée d'art contemporain Donnaregina en 2008.

Diplômé en arts visuels, Brian Eno s'intéresse depuis longtemps à l'art contemporain. Dans son enfance, il rêvait de devenir peintre et appréciait particulièrement les travaux de Piet Mondrian. Il a ensuite côtoyé beaucoup d'artistes conceptuels durant ses études, sans pour autant avoir la patience de réaliser lui-même ses propres peintures. Préférant opter pour une carrière musicale, il n'a cependant jamais cessé de travailler avec des peintres et plasticiens. Parmi ses collaborations les plus connues, on peut citer la conception du jeu de cartes « stratégies obliques » dessiné par le peintre allemand Peter Schmidt (en). Mis sur le marché pour la première fois en 1975, le jeu « stratégies obliques » paraît sous la forme d'un coffret confectionné en édition limitée et contenant une centaine de cartes. Chacune d'entre elles est un « dilemme qui vaut le coup » (100 Worthwile Dilemmas) destiné à exciter l'esprit dans le cadre du processus créatif.
En 1978, Eno découvre l'art vidéo en louant une caméra et commence à filmer les « teintes changeantes du ciel » à travers la fenêtre de son appartement de New York,. Parmi ses premiers films expérimentaux qu'il qualifie de « peintures vidéo », figurent Mistaken Memories of Mediaeval Manhattan (1981), et Thursday Afternoon (en) (1984), dont la bande-son donnera lieu à un CD qui paraîtra l'année suivante,. Ses productions vidéos sont exposées dans les galeries du monde entier comme la Biennale de Venise, la Hayward Gallery ou le musée d'Art moderne de San Francisco. En 2006, il a imaginé 77 Million Paintings (en), une œuvre d'art générative, qui a été projetée sur des bâtiments comme les voiles de l'Opéra de Sydney ou le télescope Lovell de la Jodrell Bank,.
Depuis sa période new-yorkaise, Eno cherche également à associer la musique et l'image, notamment par le biais d'installations,. Sa toute première installation vidéo Two Fifth Avenue a été exposée dans la salle de spectacle The Kitchen en 1979. Parmi ses œuvres les plus marquantes, on peut citer une installation conçue pour inaugurer un sanctuaire shinto au Japon en 1989, ainsi que Self Storage, une collaboration avec la musicienne et performeuse multimédia Laurie Anderson en 1995. Ses installations ont donné lieu à des expositions dans des lieux aussi prestigieux que le Walker Art Center de Minneapolis, le Musée d'Art contemporain de Houston, le New Museum of Contemporary Art de New York, la Galerie d'art de Vancouver, le centre Georges-Pompidou  de Paris et l'Institute of Contemporary Arts de Londres.
En 2005, la Biennale d'art contemporain de Lyon a exposé une de ses œuvres baptisée Quiet Club out # 13. Partant du constat qu'il n'existe aucun club à Londres pour se relaxer, il lui vient l'idée de Quiet Club, un jeu de formes et de lumières en mouvement dans une pièce sombre, où sont posés des restes en plâtre de statues grecques, le tout accompagné d'une musique apaisante,.
Depuis de nombreuses années, Eno donne également des conférences sur l'art et la culture dans le monde entier.

### Design sonore, internet et multimédia
Au milieu des années 1990, il participe au développement du générateur Koan (en) de musique algorithmique,, et imagine le programme interactif generative music (en) qui crée de la musique aléatoire à la façon des économiseurs d'écran d'ordinateur. En 2008, il a développé avec Peter Chilvers l'application Bloom (en) qui propose de la musique générative de style ambient aux utilisateurs d'iPhones. Les deux hommes ont créé également d'autres applications iOS comme Trope, Scape et Reflection.
Utilisateur d'internet depuis le tout début de sa démocratisation, il se sert du réseau pour vendre ses « productions les plus pointues » grâce à sa boutique en ligne. Eno se dit également « passionné » par les possibilités offertes par l'encyclopédie collaborative Wikipédia.
En 1994, il participe au projet Headcandy (en), et publie un « disque amélioré » comportant une partie CD-ROM en forme de « pot-pourri […] kaléidoscopique de musique d’ambiance numérique et de visuels psychédéliques » qu'il a renié par la suite. L'année suivante, Brian Eno a aussi créé le jingle sonore du démarrage du système d'exploitation Windows 95: The Microsoft Sound,. Dans un entretien réalisé en 2009, il déclare avoir réalisé ce son de démarrage sur un ordinateur Apple Macintosh.

### Création de labels discographiques
En 1975, Eno lance avec l'aide financière de Island Records, un nouveau label Obscure Records (en), destiné à accueillir les productions d'artistes anglo-saxons issus des différentes formes musicales d'avant-garde (musique contemporaine, jazz et musique minimaliste),. Entre 1975 à 1978, Obscure Records publiera des œuvres de compositeurs provenant du courant minimaliste comme Gavin Bryars ou Michael Nyman mais également de la vague ambient comme Harold Budd ou David Toop (en),.
The Sinking of the Titanic, une pièce orchestrale de Gavin Bryars, fait partie des premières compositions à être publiées par Obscure Records en 1975. La même année, le label accueillera également le disque Discreet Music, composé par Eno et qu'il considère comme son tout premier album ambient.
Quittant le label E.G. Records dont il dépendait, il crée en automne 1983 la société Opal Ltd. avec sa femme Anthea Norman-Taylor. Cette structure, qui fait à la fois office d'agence artistique, de société d'édition et de label discographique, permet désormais au compositeur de pouvoir faire publier ses propres disques ainsi que ceux de ses amis comme Daniel Lanois, Harold Budd, Michael Brook, Jon Hassell et Laraaji.

## Engagements
Artiste engagé, Brian Eno a signé de nombreux articles pour le périodique britannique The Observer.
En 1996, il lance, avec d'autres, The Long Now Foundation,,, une ONG qui se consacre à diffuser à un large public l'intérêt de la prospective à long terme. Il a aussi imaginé des sonneries pour le carillon de l'horloge Clock of the Long Now, dont le mécanisme extrêmement lent est destiné à perdurer pendant des millénaires, et dont le tour de cadran prend un siècle.
Dès l'année 2006, il s'oppose à l'action militaire israélienne dans la bande de Gaza et fait partie des artistes qui militent pour un boycott culturel d'Israël. Rejoint par le cinéaste Ken Loach et six cents autres artistes, il récidive son appel au boycott en 2015.
En 2013, il devient mécène de l'organisation caritative britannique Videre est Credere (en) qui veille à la défense des droits de l'homme,, et intègre l'équipe des administrateurs de ClientEarth, une organisation de défense de l'environnement. Trois ans plus tard, il rejoint DiEM25, un mouvement politique paneuropéen visant à réclamer davantage de démocratie en Europe.

## Discographie
Sauf indication contraire ou complémentaire, les informations mentionnées dans cette section peuvent être confirmées par la base de données MusicBrainz.

### Albums solo studio
- 1973 : Here Come the Warm Jets
- 1974 : Taking Tiger Mountain (By Strategy)
- 1975 : Another Green World
- 1975 : Discreet Music
- 1977 : Before and After Science
- 1978 : Music for Films
- 1978 : Ambient 1: Music for Airports
- 1982 : Ambient 4: On Land
- 1983 : Music for Films, Vol. 2 (en)
- 1985 : Thursday Afternoon (en)[234]
- 1992 : Nerve Net (en)
- 1992 : The Shutov Assembly (en)
- 1993 : Neroli (en)
- 1997 : The Drop (en)
- 2003 : January 07003: Bell Studies for the Clock of the Long Now (en)
- 2005 : Another Day on Earth (en)
- 2012 : Lux (en)
- 2016 : The Ship (en)
- 2017 : Reflection (en)
- 2022 : ForeverAndEverNoMore (en)

### Albums pour des installations
- 1997 : Extracts from Music for White Cube (en)
- 1997 : Lightness: Music for the Marble Palace (en)
- 1999 : I Dormienti (en)
- 1999 : Kite Stories (en)
- 2000 : Music for Civic Recovery Centre (en)
- 2001 : Compact Forest Proposal (en)
- 2006 : 77 Million Paintings (en)
- 2010 : Making Space

### Bandes originales (sélection)
- 1977 : Jubilee (bande originale du film de Derek Jarman incluant deux pistes Slow Water et Dover Beach signées par Eno)
- 1978 : Music for Films (l'album contient plusieurs pistes extraites de bandes originales composées dans les années 1970)
- 1983 : Apollo: Atmospheres and Soundtracks (en) (écrite initialement pour le documentaire For All Mankind de Al Reinert, et co-signée avec Roger Eno (en) et Daniel Lanois)
- 1983 : Hans, het leven voor de dood (bande originale du documentaire de Louis van Gasteren, co-écrite avec Hans van Sweeden et Misha Mengelberg)
- 1984 : Dune (bande originale du film de David Lynch composée par Toto, et incluant le titre Prophecy Theme écrit par Eno)
- 1987 : Terreur à l'opéra (bande originale du film de Dario Argento incluant le titre From the beginning signé par Eno)
- 1988 : Veuve mais pas trop (bande originale du film de Jonathan Demme incluant la chanson You Don't Miss Your Water écrite par Eno)
- 1992 : Cool World (bande originale du film de Ralph Bakshi incluant le morceau Under écrit par Eno)
- 2009 : Lovely Bones (bande originale du film de Peter Jackson)
- 2020 : Rams Original Soundtrack (bande originale du documentaire Rams (en) sur le designer Dieter Rams réalisé par Gary Hustwit)
- 2020 : Film Music 1976-2020 (compilation proposant 17 pistes composées pour le cinéma et la télévision)
- 2023 : Top Boy (bande originale de la série policière britannique)

### Compilations
- 1983 : Working Backwards 1983–1973 (coffret de 10 disques 33 tours)
- 1986 : More Blank Than Frank/Desert Island Selection (en)
- 1993 : Eno Box II: Vocals (coffret de 3 CD avec les meilleurs morceaux chantés)
- 1994 : Eno Box I: Instrumentals (coffret de 3 CD avec les meilleures pistes instrumentales)
- 2005 : More Music for Films (en)
- 2018 : Music For Installations (compilation de 6 CD de musiques composées pour les expositions d'Eno)
- 2003 : Curiosities Volume 1 (en) (compilation d'inédits)
- 2005 : Curiosities Volume II (compilation d'inédits)
- 2024 : Eno (bande-son du documentaire expérimental Eno (en) de Gary Hustwit proposant 17 morceaux dont 3 inédits)

### Production

#### Pour les Talking Heads
- 1978 : More Songs About Buildings and Food (production, synthétiseur, piano, guitare, percussions et chœurs)
- 1979 : Fear of Music (production, traitements électroniques et chœurs)
- 1980 : Remain in Light (production, claviers, guitares, percussions et chœurs)

#### Pour U2
- 1984 : The Unforgettable Fire (co-production avec Daniel Lanois, voix, instruments divers et traitements)
- 1987 : The Joshua Tree (co-production avec Daniel Lanois, claviers, programmation DX7 et chœurs)
- 1991 : Achtung Baby (co-production avec Daniel Lanois, claviers et arrangements de cordes sur So Cruel)
- 1993 : Zooropa  (co-production avec Flood et The Edge, synthétiseur, instruments divers et chœurs)
- 2000 : All That You Can't Leave Behind (co-production avec Daniel Lanois, synthétiseur, programmation, arrangements cordes et chœurs)
- 2004 : How to Dismantle an Atomic Bomb (production et synthétiseur sur Love and Peace or Else)
- 2009 : No Line on the Horizon (co-production avec Daniel Lanois et Steve Lillywhite, synthétiseur, programmation et voix)

#### Pour James
- 1993 : Laid (en) (production, divers instruments et voix)
- 1994 : Wah Wah (en) (co-production)
- 1981 : Whiplash (en) (co-production)
- 1981 : Millionaires (en) (co-production)
- 1981 : Pleased to Meet You (en) (production)

#### Pour Coldplay
- 2008 : Viva la Vida or Death and All His Friends (production et traitements)
- 2008 : Prospekt's March (production et traitements)
- 2011 : Mylo Xyloto (traitement sonore et co-écriture)
- 2017 : Kaleidoscope EP (production sur Aliens)

#### Pour d'autres artistes
- 1973 : Plays The Popular Classics du Portsmouth Sinfonia (production et clarinette)
- 1974 : Hallelujah du Portsmouth Sinfonia (production, chœurs et clarinette)
- 1975 : The Sinking of the Titanic de Gavin Bryars (production)
- 1975 : Ensemble Pieces (en) de Christopher Hobbs, John Adams et Gavin Bryars (production)
- 1975 : New and Rediscovered Musical Instruments (en) de David Toop (en) et Max Eastley (en) (production)
- 1975 : Lucky Leif and the Longships (en) de Robert Calvert (production et synthétiseur)
- 1976 : Voices and Instruments (en) de Jan Steele et John Cage (production)
- 1976 : Decay Music (en) de Michael Nyman (production)
- 1976 : Music from the Penguin Cafe de Penguin Cafe Orchestra (production)
- 1977 : Ultravox! de Ultravox (co-production)
- 1978 : Are We Not Men? We Are Devo! de Devo (production, synthétiseur et chœurs)
- 1978 : No New York de The Contortions, Teenage Jesus and the Jerks, Mars et DNA (production)
- 1978 : Machine Music (en) de John White et Gavin Bryars (production, instruments divers)
- 1978 : Irma (en) de Tom Phillips (en), Fred Orton (en) et Gavin Bryars (production)
- 1978 : The Pavilion of Dreams de Harold Budd (production et voix)
- 1980 : Ambient 3: Day of Radiance de Laraaji (production)
- 1980 : Fourth World, Vol. 1: Possible Musics (en) de Jon Hassell (production, traitements et synthétiseurs)
- 1981 : The Pace Setters de Edikanfo (production)
- 1985 : Hybrid (en) de Michael Brook (co-production avec Daniel Lanois)
- 1985 : Voices de Roger Eno (en) (co-production avec Daniel Lanois et traitements)
- 1986 : The Falling de Carmel (en) (production sur Mercy et Easy for You)
- 1986 : Power Spot (en) de Jon Hassell (co-production avec Daniel Lanois et guitare basse)
- 1987 : The Surgeon of the Nightsky Restores Dead Things by the Power of Sound de Jon Hassell (production et traitement sonore)
- 1988 : The White Arcades (en) de Harold Budd (production)
- 1988 : Flash of the Spirit (en) de Jon Hassell et Farafina (co-production avec Daniel Lanois et Jon Hassell)
- 1989 : Zvuki Mu (en) de Zvuki Mu (en) (production)
- 1989 : Words for the Dying (en) de John Cale (production et claviers sur The Soul of Carmen Miranda)
- 1990 : Wrong Way Up (en) (produit et co-écrit avec John Cale)
- 1990 : Exile (en) de Geoffrey Oryema (production)
- 1994 : Bright Red (en) de Laurie Anderson (production et traitements)
- 1998 : Nomad Soul de Baaba Maal (production sur Lam Lam)
- 2000 : Faith and Courage de Sinéad O'Connor (co-production et piano sur Emma's Song)
- 2000 : Now, Always, Never (en) de Sikter (en) (production, claviers et voix)
- 2008 : Hurricane (en) de Grace Jones (production, claviers et chœurs)
- 2011 : From Africa with Fury: Rise de Seun Kuti (production)
- 2013 : Zoom de Rachid Taha (co-production, percussions, basse, cuivres et chœurs)
- 2017 : Altar de The Gift (production)
- 2020 : 	Don't Shy Away de Loma (production, synthétiseur, programmation sur Homing)
- 2022 : Oxymoreworks de Jean-Michel Jarre (production et remixage sur Epica Extension)

### Collaborations

#### Avec Roxy Music
- 1972 : Virginia Plain (synthétiseur et traitements électroniques)
- 1972 : Roxy Music (synthétiseur, bandes magnétiques et chœurs)
- 1973 : Pyjamarama (en) (synthétiseur)
- 1973 : For Your Pleasure (synthétiseur et bandes magnétiques)

#### Avec Robert Fripp
- 1973 : (No Pussyfooting) de Fripp & Eno
- 1975 : Evening Star de Fripp & Eno
- 1979 : Exposure de Robert Fripp (synthétiseur)
- 1994 : The Essential Fripp and Eno (compilation avec 4 pistes inédites de 1979)
- 2004 : The Equatorial Stars de Fripp & Eno
- 2007 : Beyond Even (1992-2006) de Fripp & Eno (compilation de morceaux inédits)
- 2011 : May 28, 1975 Olympia Paris, France de Fripp & Eno (album en public)

#### Avec John Cale
- 1974 : Fear (synthétiseur et effets)
- 1975 : Slow Dazzle (en)  (synthétiseur)
- 1975 : Helen of Troy (en)  (synthétiseur)
- 1984 : Caribbean Sunset (en)  (pitch shifter d'AMS)

#### Avec Phil Manzanera, Quiet Sun et 801
- 1975 : Diamond Head (en) de Phil Manzanera (voix, traitements, guitare et piano)
- 1975 : Mainstream (en) de Quiet Sun (synthétiseur et traitements)
- 1976 : Live (en) de 801 (en) (claviers, guitare et chant)
- 1977 : Listen Now (en) de Phil Manzanera et 801 (en) (traitements et claviers)

#### Avec Cluster
- 1977 : Cluster & Eno (avec Cluster)
- 1978 : After the Heat (en) (avec Hans-Joachim Roedelius et Dieter Moebius)
- 1984 : Begegnungen (en) (compilation avec Moebius, Roedelius et Conny Plank)
- 1985 : Begegnungen II (en) (compilation avec Moebius, Roedelius et Conny Plank)
- 1985 : Old Land (en) (compilation avec Cluster)

#### Avec David Bowie
- 1977 : Low (synthétiseur, instruments divers et traitements électroniques)
- 1977 : "Heroes" (synthétiseur, claviers et traitements)
- 1979 : Lodger (synthétiseur, instruments divers, chœurs et traitements)
- 1995 : Outside (synthétiseur et traitements)

#### Avec David Byrne
- 1981 : My Life in the Bush of Ghosts (co-composé avec David Byrne)
- 1981 : The Catherine Wheel (en) de David Byrne (guitares, vibraphone et claviers)
- 2008 : Everything That Happens Will Happen Today (en) (co-composé avec David Byrne)

#### Avec J. Peter Schwalm
- 2000 : Music for Onmyo-Ji (en) (double CD disponible uniquement au Japon, les pistes d'Eno et Schwalm figurent sur le second disque)
- 2001 : Drawn from Life (en) (seule l'édition CD propose 11 pistes, la version vinyle n'en offre que dix)

#### Avec d'autres artistes
- 1971 : The Great Learning de Cornelius Cardew et le Scratch Orchestra (voix)
- 1972 : Little Red Record de Matching Mole (synthétiseur sur Gloria Gloom)
- 1974 : Captain Lockheed and the Starfighters (en) de Robert Calvert (synthétiseur et effets)
- 1974 : The Lamb Lies Down on Broadway de Genesis (traitement de la voix de Peter Gabriel)
- 1974 : June 1, 1974 (avec Kevin Ayers, John Cale, Nico, Mike Oldfield et Robert Wyatt)
- 1974 : The End de Nico (synthétiseur)
- 1974 : Lady June's Linguistic Leprosy (en) de Lady June (en) (co-signé avec Kevin Ayers)
- 1975 : Peter and the Wolf (en) de Jack Lancaster et Robin Lumley (synthétiseur sur une adaptation rock de Pierre et le Loup de Prokofiev)
- 1977 : Rain Dances de Camel (Minimoog, cloches, piano acoustique et électrique)
- 1979 : In a Land of Clear Colours (avec Peter Sinfield en récitant)
- 1980 : The Commercial Album de The Residents (synthétiseur sur The Coming of the Crow)
- 1980 : Ambient 2: The Plateaux of Mirror (avec Harold Budd)
- 1981 : Dream Theory in Malaya: Fourth World Volume Two (en) de Jon Hassell (batterie et cloches)
- 1982 : One Down (en) de Material (co-composition sur Holding On)
- 1984 : The Pearl (avec Harold Budd)
- 1985 : Africana de Teresa De Sio (claviers)
- 1986 : Measure for Measure (en) de Icehouse (chœurs et claviers)
- 1986 : Hail de He Said (en) (participation)
- 1988 : Music for Films III (en) (avec Roger Eno (en), Michael Brook, Harold Budd, Laraaji, John Paul Jones, Lydia Kavina et Misha Malin)
- 1989 : Acadie de Daniel Lanois (claviers, traitements et chœurs)
- 1989 : Yellow Moon (en) des Neville Brothers (claviers, effets et voix sur A Change Is Gonna Come)
- 1989 : In C de Terry Riley interprétée par le Shanghai Film Orchestra (mixage)
- 1992 : Complete Service du Yellow Magic Orchestra (mixage)
- 1992 : Cobalt Blue (en) de Michael Brook (arrangements, co-composition et synthétiseur)
- 1993 : Souvlaki de Slowdive (claviers et traitements)
- 1993 : When I Was a Boy (en) de Jane Siberry (synthétiseur, hautbois et shaker)
- 1994 : Mamouna (en) de Bryan Ferry (traitements sonores)
- 1995 : Spinner (en) (avec Jah Wobble)
- 1995 : Original Soundtracks 1 des Passengers
- 1997 : Tracks and Traces (en) de Harmonia '76
- 2004 : Tékitoi de Rachid Taha (batterie, synthétiseur et chœurs)
- 2005 : X&Y de Coldplay (synthétiseur sur Low)
- 2006 : Surprise (en) de Paul Simon (traitements, « paysages sonores » et co-composition)
- 2010 : Small Craft on a Milk Sea (en) (avec Leo Abrahams (en) et Jon Hopkins)
- 2011 : Drums Between the Bells (en) (avec Rick Holland (en))
- 2011 : Panic of Looking (avec Rick Holland)
- 2014 : Someday World (en) (avec Karl Hyde (en))
- 2014 : In Conflict (en) de Owen Pallett (synthétiseur, guitare et voix)
- 2014 : High Life (en) (avec Karl Hyde (en))
- 2015 : A Head Full of Dreams de Coldplay (chœurs)
- 2017 : Finding Shore (avec Tom Rogerson)
- 2020 : Mixing Colours (avec Roger Eno (en))
- 2023 : Secret Life (avec Fred Again)
- 2023 : I/o de Peter Gabriel (synthétiseur, programmation et instruments divers)

## Publications

### Traductions françaises
- Une année aux appendices gonflés [« A year with swollen appendices »] (trad. de l'anglais par Jean-Paul Mourlon), Le Serpent à Plumes, 1998 (ISBN 978-2842610920)Journal tenu durant l'année 1995 (le CD A year, un mini album promotionnel de 6 titres est offert avec cet ouvrage[235]).

### Publications originales (sélection)
- (en) More dark than shark, Faber & Faber, 1986 (ISBN 978-0571138838)Ouvrage co-écrit avec Russell Mills comprenant entretiens et paroles des chansons des quatre premiers albums d'Eno avec des illustrations.
- (en) A year with swollen appendices, Faber & Faber, 2020 (1re éd. 1996) (ISBN 978-0571364619, lire en ligne).
- (en) Light Music, Thames & Hudson, 2017 (ISBN 978-0955215490)Catalogue de l'exposition Light Music de 2016, co-écrit avec le critique Michael Bracewell.
- (en) Audience with Brian Eno, Edinburgh College of Art, 2018 (ISBN 978-1904443650, lire en ligne [PDF])Transcription d'une conférence donnée à l'Université d'Édimbourg le 10 mai 2016.
- (en) Reflected, Magonza, 2022 (ISBN 978-88-31280-18-1)Catalogue de l'exposition à la Galerie nationale de l'Ombrie à Pérouse en 2020, avec la collaboration de Tom Phillips et Marco Pierini.

#### Biographies
- Olivier Bernard, Brian Eno : Le Magicien du son, Camion Blanc, 2022, 706 p. (ISBN 978-2378483135).
- Yves Bigot, « Brian Eno », dans Michka Assayas (dir.), Le nouveau dictionnaire du rock, Robert Laffont, coll. « Bouquins », 2014 (ISBN 978-2221915776), p. 788-791. .
- (en) Gary Parsons, Brian Eno in the 1970s, Sonicbond, 2022, 160 p. (ISBN 978-1789522396).
- (en) David Sheppard, On Some Faraway Beach : The Life and Times of Brian Eno, Orion Publishing Group, 2008 (réimpr. 2015), 480 p. (ISBN 978-0-7528-7570-5, lire en ligne). .

#### Essais
- (en) Sean Albiez (dir.) et David Pattie, Brian Eno : Oblique Music, Bloomsbury Academic, 2016, 296 p. (ISBN 978-1441117458, lire en ligne).
- Olivier Bernard, Anthologie de l'ambient d'Erik Satie à Moby : Nappes, aéroports et paysages, Camion Blanc, 2013, 812 p. (ISBN 978-2357794146, lire en ligne).
- (en) Geeta Dayal, Brian Eno's Another Green World, Bloomsbury Academic, coll. « 33⅓ » (no 67), 2009, 115 p. (ISBN 978-0826427861, lire en ligne).
- Jean-Yves Leloup, Ambient Music : Avant-gardes, New Age, Chill-Out & cinéma, Le mot et le reste, 2021, 416 p. (ISBN 978-2361396671, lire en ligne). .
- (en) John T. Lysaker, Brian Eno's Ambient 1 : Music for Airports, Oxford University Press, 2018, 184 p. (ISBN 978-0190497293, lire en ligne).
- Jérôme Pintoux, Ferry, Eno, Roxy : Le Rock BCBG, Camion blanc, 2023, 314 p. (ISBN 978-2378483654).
- Simon Reynolds (trad. de l'anglais par Hervé Loncan), Le choc du glam, Audimat, 2020 (ISBN 978-2902387045), « Just Another Hero: le Berlin de Bowie - David Bowie, Iggy Pop, Kraftwerk, Brian Eno », p. 601-617. .
- Simon Reynolds (trad. de l'anglais par Aude de Hesdin), Rip It Up and Start Again : Post-Punk 1978-1984, Allia, 2007 (ISBN 978-2844852328), « Art Attack : Talking Heads, David Byrne et Brian Eno, Wire, Dome », p. 173-190. .
- Simon Reynolds et Joy Press (trad. de l'anglais par Samuel Roux), Sex revolts : Rock'n'roll, genre et rébellion, La Découverte, 2021 (ISBN 978-2348054600), « Flow Motion : Can, Eno et le rock océanique », p. 241-248.
- (en) Paul Stump, Unknown Pleasures: A Cultural Biography of Roxy Music, Quartet Books, 1998 (ISBN 0-7043-8074-9), « Eno : bald man seeks musicians, view to something different », p. 252-283.
- (en) Eric Tamm, Brian Eno : His Music And The Vertical Color Of Sound, Da Capo Press, 1995, 252 p. (ISBN 978-0306806490).
- Matthieu Thibault, La trilogie Bowie-Eno : Influence de l'Allemagne et de Brian Eno sur les albums de David Bowie de 1976 à 1979, Camion blanc, 2011, 300 p. (ISBN 978-2357791220, lire en ligne).
- David Toop (trad. de l'anglais par Arnaud Réveillon), Ocean of sound : Ambient music, mondes imaginaires et voix de l'éther, Kargo & l'Éclat, 2004, 318 p. (ISBN 978-2841620487, lire en ligne).

#### Ouvrages d'art
- (en) Christopher Scoates, Brian Eno : Visual Music, Chronicle Books, 2013 (réimpr. 2019), 416 p. (ISBN 978-1-4521-0849-0, lire en ligne).

#### Articles
- Paul Alessandrini, « Eno, Fripp & co », Rock & Folk, no 87,‎ avril 1974, p. 70-78.
- Bill Schmock, « La bande à Eno », Best, no 103,‎ février 1977, p. 52-55.
- (en) Lester Bangs, « Eno sings with the fishes », The Village Voice,‎ 3 avril 1978 (lire en ligne).
- Gérard Nguyen (dir.), Atem 1975-1979, Camion Blanc, 2010 (ISBN 978-2357790711, lire en ligne), p. 115-166 — Quatre longs articles parus dans le fanzine Atem de 1976 à 1979.

### Vidéographie
- (en) 1971-1977 - The Man Who Fell to Earth, de Sexy Intellectual (prod.) et de Ed  Haynes (réal.), 2012, DVD.